# لنا اسپوف
لنا اسپوف (انگلیسی: Lena Spoof; ۲۰ اوت ۱۹۶۱ – ) متولد واسا یک ورزشکار فنلاندی است که چهار بار قهرمان ملی دو ۱۰۰ متر با مانع و چهار بار قهرمان مسابقات قهرمانی ملی دو ۶۰ متر با مانع داخل سالن شده است و اکنون یک باستان‌شناس است که اولین حفاری شهری را در فنلاند انجام می‌دهد.